# Água Chata
Água Chata é um bairro administrativo do município de Guarulhos, em São Paulo, localizado no distrito de Jardim Presidente Dutra. Seus bairros limítrofes são Aracília, Bonsucesso e Pimentas, além de fazer divisa com o município de Itaquaquecetuba através da vizinhança de Parque Piratininga.
Localiza-se no leste do município, na margem da Rodovia Presidente Dutra sentido ao Rio de Janeiro. Possui uma população de 7936 habitantes e uma área de 6,40 km² (Censo 2010). Por conta da proximidade com a rodovia, o bairro possui um forte perfil industrial.

## Subdivisões
- Vila Dinamarca - É a maior vizinhança residencial do bairro. Suas ruas se irradiam a partir das vias do "Trevo do Bonsucesso" e da Avenida Presidente Juscelino Kubitschek de Oliveira. É composta por uma gleba urbana com residências de baixo padrão. O local vem recebendo investimentos do setor imobiliário e já possuí um condomínio vertical;

- Centro Industrial de Guarulhos e Parque Haramy - esses dois loteamentos formam o lado industrial do bairro. Grandes empresas nacionais e multinacionais possuem sede nessa área, como a General Foods do Brasil, SEW Eurodrive, Sun Chemical, dentre outras. Localiza-se entre a vizinhança de Vila Dinamarca e o bairro administrativo de Aracília;

- Jardim Nova Canaã - Está situado ao sul do bairro, à beira da Avenida River, próximo à divisa com Itaquaquecetuba e o bairro administrativo de Pimentas. É um loteamento pequeno, que ainda não teve o empenho nem respaldo da atual administração pública, que desde o ano de 2009, aguarda o cumprimento de promessas;

- Granja Eliana - Pequeno loteamento localizado entre a estrada da Água Chata e os fundos da UNIFESP;

- Parque Piratininga - essa vizinhança localiza-se em quase sua total extensão dentro do município de Itaquaquecetuba, sendo que apenas oito ruas do mesmo ocupam território dentro do bairro administrativo de Água Chata.

Outros loteamentos encontrados dentro do bairro são Jardim Maria de Lourdes e Vila Branca.

É de censo comum da população local tratar o bairro de Água Chata como se fosse pertencente ao bairro de Pimentas. Essa visão ocorre pela proximidade entre os dois locais, e pelas diversas divisões feitas pela administração do município junto de outros órgãos, incluindo o bairro como se fosse pertencente ao Pimentas, como a extinta Regional 4 da prefeitura ou a 185º Zona Eleitoral de Guarulhos. Muitas instituições e locais como o Shopping Bonsucesso, o Terminal Rodoviário de Pimentas, a Escola de Filosofia, Letras e Ciências Humanas da Universidade Federal de São Paulo (UNIFESP), o teatro Adamastor Pimentas e o CEU Pimentas localizam-se, na realidade, dentro do bairro de Água Chata.